# Eishockey in München

Deutsche Eishockeymeister aus München
MTV München (1922)
Hedos München (1994)
München Barons (2000)
EHC Red Bull München (2016, 2017, 2018, 2023)

Eishockey wird in München sicher seit 1909 gespielt, wobei die Sportart schon 1900 bekannt war. München gehört damit zu den Pionierstädten des Eishockeys in Deutschland. Sieben Mal wurden Mannschaften aus München Deutscher Meister: 1922 der MTV 1879 München, 1994 der EC Hedos München, 2000 die München Barons und 2016, 2017, 2018 und 2023 der EHC Red Bull München. Letztere spielen derzeit in der höchsten Spielklasse DEL.

## Geschichte

### Anfänge
Die ersten Eishockeymannschaften entstehen kurz nach Jahrhundertwende: 1900 wird beim MTV 1879 München im Rahmen der Gründung des Sportverbandes, aus dem sich später die Abteilungen entwickeln, die Sportart Eishockey im Verein aufgenommen. Auch bei der MTV-Abspaltung FC Bayern München wird im Januar 1901 Eishockey eingeführt.
Beim MEV 1883 München ist das erste Spiel nach kanadischen Eishockeyregeln 1909 bekannt. Dabei besiegte der MEV eine Mannschaft namens Innsbrucker EV mit 15:6 in der sogenannten Eisarena.
Neben der Mannschaft des MEV existierte 1909 auch die anfangs hauptsächlich noch das Eishockey nach englischen Regeln spielende Mannschaft des Münchner Sportclub, die im Sommer auch Feldhockey spielte und bei der Hanns Braun mitspielte.
1909 spielte die Mannschaft des MSC ebenfalls gegen den Innsbrucker EV in Innsbruck und in München und im Januar 1910 u. a. in Kitzbühel gegen den Leipziger Sportclub und in St. Moritz gegen eine englische Mannschaft. Bereits in der Saison 1911/12 wurde eine Münchner Eishockeymeisterschaft ausgetragen, die die Mannschaft des TSV Jahn München gewann. Während die erste deutsche Meisterschaft 1912 nur zwischen zwei Berliner Mannschaften ausgespielt wurde, nahmen an der Deutschen Meisterschaft 1913 vier Vereine aus München an der süddeutschen Vorrunde teil; neben dem MTV und dem MEV der Münchner SC und der SC Monachia München. Die Spiele fanden parallel zur in München ausgetragenen 2. Europameisterschaft statt. Der MTV gewann die Ausscheidung und wurde schließlich Vizemeister. Dies konnte der Verein 1914 wiederholen.
Gespielt wurde zum Teil auf Natureis auf dem Kleinhesseloher See. 1913 war München Spielort der vierten Eishockey-Europameisterschaft in der Unsöldschen Kunsteisbahn. Sie war benannt nach Johann Felix Unsöld (1852–1931), Ingenieur und Erfinder der Roheiserzeugung. Er errichtete 1892/93 die erste künstliche Halleneisbahn Deutschlands. Die Eishalle war durch eine aufwändige Glasdachkonstruktion zwischen Wohnhäusern überdacht. Er wollte damit die Maschinen seiner Eisfabrik auch im Winter auslasten. Sie befand sich in der Galeriestraße auf dem Grundstück der heutigen Hausnummer 10 der Unsöldstraße. Die Eisbahn erhielt bald nach ihrer Fertigstellung im Volksmund den Kosenamen Schachterleis (Schachterl = bayerische Verkleinerungsform für winzige Schachtel). Das Turnier wurde vom 25. bis 27. Januar 1913 unter Beteiligung von vier Mannschaften ausgespielt: Belgien, welches das Turnier gewann, Böhmen, Österreich, und Deutschland.

### Zwischen den Weltkriegen
Nach dem Ersten Weltkrieg gab es zuerst wieder beim MTV 1879 München und beim MEV 1883 München einen geregelten Spielbetrieb. Die erste deutsche Meisterschaft nach dem Krieg fand am 21. und 2. Februar 1920 in München statt. Der MTV erreichte dabei den zweiten Platz bei drei Teilnehmern. Auch 1921 erreichte man den Vizemeistertitel, bevor 1922 die große Überraschung gelang: Der MTV München konnte erstmals den Berliner Schlittschuhclub besiegen, der bisher alle fünf Meisterschaften gewinnen konnte und wurde damit Deutscher Meister. 1923 konnte man den Erfolg nicht wiederholen, nachdem das Meisterschaftsturnier in Garmisch abgebrochen wurde und der MTV nicht zum Wiederholungstermin in Berlin antrat.
Im Dezember 1923 gründete sich in Garmisch die Eishockeyabteilung des SC Riessersee, zu welcher viele Spieler des MTV und des MEV übertraten. Die Eishockeyabteilung des MTV musste 1924 sogar aufgelöst werden. An den deutschen Meisterschaften nahm aus München nur noch der Münchener EV teil, wobei man 1925 und 1932 jeweils den dritten Platz bei allerdings nur drei Teilnehmern erreichte. 1926 und 1932 wurde die Mannschaft des Münchner EV Bayerischer Meister. Daneben gab es jedoch auch niederklassigen Spielbetrieb in der sogenannten Bayerischen B-Meisterschaft, namentlich bekannte Teilnehmer sind der Bayerische Sportklub München, Wacker München und der Meister von 1935 Rollerclub München. 1925 begann auch die Hockeyabteilung des TSV 1860 München eine Eishockeymannschaft zu bilden, die bereits Freundschaftsspiele durchführte, während die Hockeyabteilung von TS Jahn München auf dem Eisplatz am Luitpoldpark das Training in der Sportart Eishockey aufnahm.
1924 nahm die eigentlich bereits vom MTV zum SC Riessersee gewechselte Mannschaft am Spengler Cup teil, wobei die Teilnahme von deutschen Mannschaften eigentlich untersagt war und die Mannschaft des MTV – auch als Riessersee bezeichnet – dem HC Davos mit 2:6 in der Vorrunde unterlag. 1934 wurde die Mannschaft des MEV zum Spengler Cup eingeladen, bei dem sie gegen die Mannschaft der Oxford University Blues mit 0:4 und gegen den Grasshopper Club Zürich ebenfalls mit 0:4 unterlag.

### SC München
Nach dem Zweiten Weltkrieg gab es zuerst Mannschaften beim Münchner EV und beim Verein Schlittschuh München (SC München). Bereits in der Saison 1946/47 beteiligte man sich an der Bayerischen Meisterschaft. In der Saison 1948/49 wurde die Mannschaft des SC München Vizemeister der Landesliga Bayern an. Bei den Qualifikationsspielen zur Oberliga 1949/50 scheiterte der SC im Finale der Gruppe Nord am Krefelder EV, nachdem man zuvor die Mannschaft der EG Eichkamp Berlin besiegt hatte. Bis zur Saison 1951/52 nahm die Mannschaft des SC München an der Landesliga Bayern teil und erreichte dabei 1950/51 nochmals die Spiele um die Bayerische Meisterschaft der Landesliga, wo sie der Mannschaft des EV Rosenheim unterlag.
In der 1950/51 nahm eine 2. Mannschaft des SC München an der Kreisliga teil. Die Eishockeymannschaft des SCM fusionierte im Herbst 1952 mit der des MEV von 1883. Seit der Saison 1952/53 ist der Verein nicht mehr als Eissporttreibender Verein im DEV aufgeführt.

### Münchener EV von 1883
Auch nach dem Zweiten Weltkrieg setzte die Eishockeyabteilung des MEV von 1883 ihren schon vorher erfolgreichen Spielbetrieb fort. Bereits in der Saison 1946/47 beteiligte man sich an der Bayerischen Meisterschaft. In der Saison 1948/49 trat der MEV in der Kreisliga Bayern. Anfangs nur eine von mehreren Münchener Mannschaften, schaffte man als einzige den Aufstieg in höhere Spielklassen. 1963 wurde man Bayerischer Landesligameister und stieg in die Gruppenliga auf, wo sofort der Durchmarsch in die zweitklassige Oberliga gelang. Dort konnte man sich drei Jahre halten. Nachdem Verhandlungen über ein Anschluss des kompletten Münchener EV an den FC Bayern München im Sommer 1965 scheiterten, schloss sich die Eishockeyabteilung am 7. Januar 1966, während der laufenden Oberligasaison dem FC Bayern an und spielte die Saison unter dem neuen Namen zu Ende.
FC Bayern München Eishockey

Logo des FC Bayern München

Zwischen dem 7. Januar 1966 und bis zur Auflösung im Sommer 1969 war die Eishockeyabteilung des MEV beim FC Bayern München angesiedelt. Ihre erste Mannschaft nahm 1967/68 und 1968/69 an der Eishockey-Bundesliga teil. Nach Ende der Saison 1968/69 löste Bayern-Präsident Wilhelm Neudecker die Eishockeyabteilung und verkaufte Mannschaft und Ausrüstung an den Augsburger EV.
Nach Auflösung der FC Bayern Eishockeyabteilung wurde beim MEV eine neue Abteilung gegründet. Nach Teilnahme 1971/72 in der Bayernliga wurde bereits 1972 der Aufstieg in die drittklassige Regionalliga erreicht. 1973 rückte man auf Grund der Gründung der 2. Bundesliga in die Oberliga auf. Dort spielte man drei Jahre, blieb aber jeweils hinter dem neuen Lokalrivalen EHC 70 München. Im September 1976 schließlich fusionierte die Eishockeyabteilung des MEV mit dem EHC 70.

### EHC 70 München

Logo des EHC 70 München

Der EHC 70 München wurde 1970 von Johann Beinhölzl, Bruno Lettl und Cornexel gegründet. 1973 stieg er in die Oberliga Süd auf und spielte dort drei Jahre. Im September 1976 fusionierte die Eishockeyabteilung des Münchener EV von 1883 mit dem EHC 70 und die Mannschaft stieg durch eine Aufstockung der Liga in die 2. Bundesliga auf. In der Mannschaft spielten viele ehemalige Spieler des FC Bayern. Später entwickelte sich eine Kooperation mit dem Kölner EC. 1978 wurde die erste Mannschaft in die
Münchner Eishockey GmbH Blue Lions ausgelagert, an der unter anderem der KEC-Praesident Jochem Erlemann beteiligt war.
1980 stieg der EHC 70 in die Bundesliga auf. Die Bundesliga-Saison 1980/81 beendete man jedoch auf dem vorletzten Platz und stieg umgehend wieder ab. In der Saison 1981/82 spielte man vorne mit, auf Grund finanzieller Schwierigkeiten der Spielbetriebs-KG wurde die Mannschaft jedoch vor der Relegationsrunde mit der Bundesliga vom Spielbetrieb abgemeldet. In der Folge ging auch der Verein 1982 in Konkurs, nachdem 1982/83 noch die Fortsetzung des Spielbetriebs in der Landesliga Bayern versucht wurde.
Ein Teil des Nachwuchses des EHC gründete im Frühjahr 1982 den Schlittschuhclub München. Dieser bestand nur bis 1984. Der Nachwuchs schloss sich dann dem EC Hedos München an, während die erste Mannschaft die Eishockeyabteilung des Universitäts-Sportclub München wurde, welche bis 2004 am Ligenspielbetrieb teilnahm.

### EC Hedos München

Logo des EC Hedos München

Der EC Hedos München wurde im Dezember 1982 vom ehemaligen Präsidenten des EHC 70, Horst Franke gegründet – durfte aber in der Saison 1982/83 nicht am Spielbetrieb teilnehmen. Mit der Saison 1983/84 nahm der Verein seinen Spielbetrieb auf. In den ersten vier Spielzeiten gelang jeweils direkt der Aufstieg, so dass man sich in kürzester Zeit von der Landesliga in die 2. Bundesliga hocharbeitete. Für die erste Zweitligasaison 1987/88 bildete man die Mannschaft stark um, verpasste schließlich jedoch den Aufstieg. In der folgenden Saison gelang jedoch knapp der Aufstieg.
Von 1989 bis 1994 spielte der EC Hedos in der Bundesliga. In den ersten drei Jahren hatte die Mannschaft keinen großen Erfolg, so dass 1992 kräftig in die Mannschaft investiert wurde. Nach dem vierten Platz 1992/93 wurde erneut investiert, so dass man 1993/94 die zweite deutsche Meisterschaft nach München holen konnte.
Der Meistertitel war jedoch mit einem hohen Schuldenberg erkauft. Mit Gründung der DEL 1994 wurde versucht, den Spielbetrieb in eine GmbH auszulagern. Die Mannschaft, die unter dem Namen Maddogs München firmierte, bekam dabei die Lizenz für die erste DEL-Saison erst vor dem DEB-Schiedsgericht. Die Entschuldung gelang jedoch nicht und die Maddogs mussten bereits im Dezember 1994 nach 27 Spielen den Spielbetrieb einstellen. Über den Verein EC Hedos München wurde im Januar 1995 das Konkursverfahren eröffnet.
Zuvor hatten die Maddogs noch als erstes Münchner Team am Europapokal teilgenommen. Das Halbfinal-Turnier der Gruppe B fand im Münchner Olympia-Eissport-Zentrum statt, München gewann das Turnier. Die Teilnahme am Finalturnier musste wegen der Einstellung des Spielbetriebs abgesagt werden.

### ESC München
Im Sommer 1995 wurde der bisherige Förderverein in den ESC München umgewandelt, welcher ab Herbst 1995 zuerst in Spielgemeinschaft mit dem ASV Dachau am Spielbetrieb der Landesliga teilnahm. Ab Januar 1996 übernahm der ESC die Spielberechtigung des ASV Dachau alleine und marschierte ab 1997/98 wie zuvor der EC Hedos durch die Ligen, bis man 1999 in die drittklassige 1. Liga aufstieg. Im gleichen Jahr übernahm jedoch die Anschutz Entertainment Group die DEL-Lizenz des EV Landshut und installierte unter dem Namen München Barons eine Mannschaft in der DEL. Nach einer Vereinbarung mit dem ESC übergab dieser seinen Startplatz in der 1. Liga an den EV Landshut und fungierte in der Folge als Stammverein der Barons.
Nach dem Umzug der Barons nach Hamburg nahm der ESC von 2002 bis 2004 wieder mit einer Seniorenmannschaft am Spielbetrieb der Bezirksliga teil. Der ESC München besteht bis heute als Nachwuchsverein weiter und kooperiert zum Teil mit dem ESC Geretsried. Die Seniorenmannschaft Munich Hunters nimmt nur an einer Hobbyliga teil.

### München Barons
Im Sommer 1999 kaufte die Anschutz Entertainment Group (AEG) die Cannibals Eissport GmbH, die Spielbetriebsgesellschaft des EV Landshut, einschließlich ihrer Lizenz für die DEL. Die GmbH wurde in MEC Münchener Eishockey Club GmbH umbenannt und startete unter dem Namen München Barons in die DEL-Saison 1999/2000. Der ESC München wurde Stammverein der neuen GmbH. Bereits in der ersten Spielzeit gelang der Mannschaft der Gewinn der deutschen Meisterschaft, der dritten für eine Münchner Mannschaft. Auch in den beiden folgenden Spielzeiten konnte die Mannschaft vorne mitspielen. Trotz des sportlichen Erfolgs blieben Zuschauerzahlen und Sponsoreinnahmen jedoch hinter den Erwartungen der AEG zurück. Schließlich entschied sich die AEG dafür, die Mannschaft nach Hamburg umzuziehen, wo sie bis 2016 unter dem Namen Hamburg Freezers spielte.

### Münchner EK und MEKJ
Im Frühjahr 1996 wurde als weiterer Nachwuchsverein der Münchner Eishockey Klub für Kinder und Jugendliche (MEKJ) gegründet, der bis heute am Spielbetrieb teilnimmt.

Im Frühjahr 2001 wurde mit dem Münchner Eishockey Klub "Die Luchse" ein weiterer Verein gegründet, der anfangs nur mit einer Seniorenmannschaft am Spielbetrieb teilnahm. Die erste Mannschaft spielte von 2001 bis 2006 in der Bezirksliga, von 2006 bis 2010 in der Landesliga, aus der sie im Sommer 2010 in die Bezirksliga zurückgezogen wurde. Zeitweise wurde eine zweite Mannschaft vom Münchner EK in Spielgemeinschaft mit dem EHC München in der Bezirksliga betrieben.

### EHC München und EHC Red Bull München

Logo des EHC München e. V.

Im Frühjahr 1998 wurde der Eishockeyverein HC München 98, kurz HC 98, gegründet, der ab Herbst 1998 mit einer Seniorenmannschaft am Spielbetrieb teilnahm. Die Spiele fanden zuerst im Prinzregentenstadion statt, bis dieses auf Grund eines Umbaus 2001 nicht mehr zur Verfügung stand. Der HC 98, der inzwischen in der Bayernliga spielte, trug seine Spiele im Eisstadion des EHC Klostersee in Grafing bei München aus. Mit dem Umzug der Barons nach Hamburg 2002 wurde der HC 98 zur höchstklassigen Eishockeymannschaft in München und trug fortan seine Spiele im Olympia-Eissportzentrum aus. 2003 konnte man den Namen in EHC München ändern.
Im Nachwuchsbereich arbeitete der EHC mit den Eishockeyfreunden München zusammen, dessen Nachwuchsmannschaften unter dem Namen Perlach Pinguins spielten und 1999 im EHC aufgingen. Weiterhin gab es zeitweise eine Zusammenarbeit mit dem MEKJ. Von 2004 bis 2008 nahm auch eine 1b-Mannschaft des EHC am Spielbetrieb teil, bis 2009 waren Spieler der Juniorenmannschaft des EHC im Seniorenspielbetrieb als Spielgemeinschaft mit dem MEK spielberechtigt.
Am Ende der Saison 2003/04 gelang der Mannschaft des EHC München der sportliche Aufstieg in die drittklassige Oberliga Süd. Im Sommer 2004 lagert der EHC seine Profimannschaft in die Eishockeyverein München Spielbetriebs GmbH aus. Nach zwei Spielzeiten gelang der Aufstieg in 2. Bundesliga. Dort spielte man fünf Spielzeiten, wobei man jedes Jahr eine etwas bessere Platzierung erreichte.
In der Saison 2009/10 gewann die EHC GmbH nicht nur den DEB-Pokal, sondern nach drei Siegen im Finale gegen den Favoriten SERC Wild Wings auch die Meisterschaft der 2. Bundesliga und damit den sportlichen Aufstieg in die DEL. In der Folge stellte man den Lizenzantrag für die DEL, welcher vorerst auf Grund lückenhafter Bewerbungsunterlagen und der nicht fristgerecht hinterlegten Sicherheitsleistung abgelehnt wurde. Erst nachdem Vorschlag des DEL-Schiedsgerichts wurde das Lizenzprüfungsverfahren wieder aufgenommen und die EHC München GmbH erhielt am 2. Juli 2010 die DEL-Lizenz. Zwischendurch hatte die GmbH schon mit einer alternativen Teilnahme an der österreichisch/internationalen EBEL geliebäugelt. Seit Beginn der DEL-Saison 2010/11 spielt die EHC GmbH damit in der höchsten deutschen Liga. Im Sommer 2012 wurde der Getränkehersteller Red Bull Namenssponsor des Clubs, der fortan unter dem Namen EHC Red Bull München antrat. Zum 1. Mai 2013 übernahm Red Bull die Spielbetriebs-GmbH komplett.
In den Folgejahren wurde München zur beherrschenden Mannschaft der DEL und konnte von 2016 bis 2018 sowohl die Hauptrunde auf Platz 1 abschließen als auch die deutsche Meisterschaft gewinnen. Ab der Saison 2015/16 konnte sich der EHC auch für die Champions Hockey League qualifizieren und erreichte drei Mal in Folge die erste K.-o.-Runde. Dort erreichte die Mannschaft 2019 das Finale, in dem Frölunda HC aus Göteborg mit 1:3 unterlag.

## Übersicht Münchener Eishockeyvereine
| Name                                                             | Zeit                            | Erfolge                                                                          | Schicksal |
| ---------------------------------------------------------------- | ------------------------------- | -------------------------------------------------------------------------------- | --- |
| MTV München 1879                                                 | 1900 bis 1924                   | Deutscher Meister 1922                                                           | Übertritt vieler Spieler zum SC Riessersee nach Auflösung der Eishockeyabteilung                                       |
| Münchener EV                                                     | ca. 1909 bis 1966 1969 bis 1976 | 3. Platz Meisterschaft 1925 und 1932 Aufstieg in die Oberliga 1964 Oberliga 1973 | 6. Januar 1966 Übertritt der Eishockeyabteilung zum FC Bayern September 1976 Fusion der Eishockeyabteilung mit EHC 70  |
| Münchner SC                                                      | vor dem Ersten Weltkrieg        |                                                                                  | |
| SC Monachia München später Wacker München                        | etwa 1910–1930                  |                                                                                  | |
| TS Jahn München                                                  | sicher 1911/12                  |                                                                                  | |
| Rollerclub München                                               | sicher 1934/35                  |                                                                                  | |
| SC München                                                       | etwa 1948–1952                  |                                                                                  | Fusion 1952 mit MEV |
| FC Bayern München                                                | 1966 bis 1969                   | Bundesliga 1967 bis 1969 Deutscher Pokalsieger 1967                              | Auflösung der Eishockeyabteilung                                                                                       |
| EHC 70 München                                                   | 1970 bis 1982                   | Bundesliga 1980/81                                                               | Konkurs im Sommer 1982                                                                                                 |
| EC Hedos München ab 1994 Maddogs München                         | 1982 bis 1994                   | Deutscher Meister 1994                                                           | Insolvenz während der Saison 1994/95                                                                                   |
| Schlittschuhclub München                                         | 1982 bis 1984                   |                                                                                  | 1. Mannschaft Anschluss an den USC München, Nachwuchs Anschluss an EC Hedos                                            |
| USC München                                                      | seit 1984                       |                                                                                  | 2004 Rückzug der Mannschaft aus dem Spielbetrieb, seitdem nur noch Hobbymannschaften                                   |
| VfR Angerlohe                                                    | seit 1992                       |                                                                                  | ab 2012 Teilnahme am Ligenspielbetrieb im Dameneishockey                                                               |
| ESC München                                                      | seit 1995                       | Aufstieg in die 1. Liga Süd 1999                                                 | 1999 Rückzug der ersten Mannschaft wegen der Gründung der München Barons in der DEL 2004 Rückzug der ersten Mannschaft |
| MEKJ München                                                     | seit 1996                       |                                                                                  | nur Nachwuchsmannschaften                                                                                              |
| HC München 98 ab 2003 EHC München seit 2012 EHC Red Bull München | seit 1998                       | Deutscher Meister 2016, 2017, 2018                                               | |
| München Barons                                                   | 1999 bis 2002                   | Deutscher Meister 2000                                                           | Umzug nach Hamburg |
| Münchner EK                                                      | seit 2001                       | Aufstieg in die Landesliga                                                       | |

Eishockeyabteilungen in blau unterlegten Vereinen sind noch existent.

## Ligen und Platzierungen der jeweils höchsten Münchener Eishockeyclubs seit 1962
| Saison  | Club                        | Liga                            | Platz                           | Play-Offs/ Auf-/Abstiegsrunde   |
| ------- | --------------------------- | ------------------------------- | ------------------------------- | ------------------------------- |
| 1962/63 | Münchener EV                | LL Süd                          | 1.                              | 1.                              |
| 1963/64 | Münchener EV                | GL Süd                          | 1.                              | 1.                              |
| 1964/65 | Münchener EV                | OL                              | 6.                              |                                 |
| 1965/66 | Münchener EV/Bayern München | OL                              |                                 | 3.                              |
| 1966/67 | Bayern München              | OL Süd                          | 2. Platz                        | ↑ 1.                            |
| 1967/68 | Bayern München              | BL Süd                          | 4. Platz                        | ↓ 3.                            |
| 1968/69 | Bayern München              | BL Süd                          | 6. Platz                        | ↓ 3.                            |
| 1969/70 | Münchener EV                | Kreisliga                       |                                 |                                 |
| 1970/71 | Münchener EV                | Kreisliga                       |                                 |                                 |
| 1970/71 | EHC 70 München              | Kreisliga                       |                                 |                                 |
| 1971/72 | Münchener EV                | LL B                            |                                 |                                 |
| 1972/73 | Münchener EV                | RL Süd                          | 3.                              | 3.                              |
| 1973/74 | EHC 70 München              | OL                              | 5.                              | –                               |
| 1973/74 | Münchener EV                | OL                              | 13.                             | –                               |
| 1974/75 | EHC 70 München              | OL                              | 1.                              | ↑ 2.                            |
| 1974/75 | Münchener EV                | OL                              | 9.                              | –                               |
| 1975/76 | EHC 70 München              | OL                              | 1.                              | ↑ Finale                        |
| 1975/76 | Münchener EV                | OL                              | 5.                              | –                               |
| 1976/77 | EHC 70 München              | 2. BL                           | 9.                              | ↓ 3.                            |
| 1977/78 | EHC 70 München              | 2. BL                           | 12.                             | ↓ 6.                            |
| 1978/79 | EHC 70 München              | 2. BL                           | 3.                              | –                               |
| 1979/80 | EHC 70 München              | 2. BL                           | 2.                              | –                               |
| 1980/81 | EHC 70 München              | BL                              | 11.                             | ↓ 3.                            |
| 1981/82 | EHC 70 München              | 2. BL Süd                       | 1.                              | 4.                              |
| 1982/83 | EHC 70 München              | LL vor der Saison zurückgezogen | LL vor der Saison zurückgezogen | LL vor der Saison zurückgezogen |
| 1983/84 | EC Hedos München            | LL Ost                          | 1.                              | 1.                              |
| 1983/84 | SC München                  | LL Ost                          | 2.                              | 5.                              |
| 1984/85 | EC Hedos München            | ByL                             | 1. Platz                        |                                 |
| 1985/86 | EC Hedos München            | RL Süd                          | 1.                              | ↑ 3.                            |
| 1986/87 | EC Hedos München            | OL Süd                          | 5.                              | ↑ 4.                            |
| 1987/88 | EC Hedos München            | 2. BL Süd                       | 2.                              | ↑ 5.                            |
| 1988/89 | EC Hedos München            | 2. BL Süd                       | 2.                              | ↑ 2.                            |
| 1989/90 | EC Hedos München            | BL                              | 8.                              | Viertelfinale                   |
| 1990/91 | EC Hedos München            | BL                              | 8.                              | Viertelfinale                   |
| 1991/92 | EC Hedos München            | BL                              | 9.                              | Play-downs                      |
| 1992/93 | EC Hedos München            | BL                              | 4.                              | Viertelfinale                   |
| 1993/94 | EC Hedos München            | BL                              | 2.                              | Meister                         |
| 1994/95 | Mad Dogs München            | DEL                             | zurückgezogen                   | zurückgezogen                   |
| 1995/96 | SG ASV Dachau/ESC München   | LL Gr. 2                        | 2.                              | 3.                              |
| 1996/97 | ESC München                 | LL Gr. 3                        | 1.                              | Meister                         |
| 1997/98 | ESC München                 | ByL Ost                         | 1.                              | Meister                         |
| 1998/99 | ESC München                 | 2. Liga Süd                     | 3.                              | ↑ 2.                            |
| 1999/00 | München Barons              | DEL                             | 2.                              | Meister                         |
| 2000/01 | München Barons              | DEL                             | 3.                              | Finale                          |
| 2001/02 | München Barons              | DEL                             | 1.                              | Halbfinale                      |
| 2002/03 | HC München 98               | BEL                             | 2.                              | Meister                         |
| 2003/04 | HC München 98               | OL                              | 4.                              | Halbfinale                      |
| 2004/05 | EHC München                 | OL                              | 1.                              | Finale                          |
| 2005/06 | EHC München                 | 2. BL                           | 11.                             | ↓ 9.                            |
| 2006/07 | EHC München                 | 2. BL                           | 6.                              | Halbfinale                      |
| 2007/08 | EHC München                 | 2. BL                           | 9.                              | –                               |
| 2008/09 | EHC München                 | 2. BL                           | 3.                              | Vizemeister                     |
| 2009/10 | EHC München                 | 2. BL                           | 2.                              | Meister                         |
| 2010/11 | EHC München                 | DEL                             | 8.                              | Pre-Playoffs                    |
| 2011/12 | EHC München                 | DEL                             | 11.                             | –                               |
| 2012/13 | EHC Red Bull München        | DEL                             | 12.                             | –                               |
| 2013/14 | EHC Red Bull München        | DEL                             | 7.                              | Pre-Playoffs                    |
| 2014/15 | EHC Red Bull München        | DEL                             | 2.                              | Viertelfinale                   |
| 2015/16 | EHC Red Bull München        | DEL                             | 1.                              | Meister                         |
| 2016/17 | EHC Red Bull München        | DEL                             | 1.                              | Meister                         |
| 2017/18 | EHC Red Bull München        | DEL                             | 1.                              | Meister                         |
| 2018/19 | EHC Red Bull München        | DEL                             | 2.                              | Vizemeister                     |

| Höchste Klasse | Zweithöchste Klasse | Dritthöchste Klasse | Vierthöchste Klasse |

## Fraueneishockey
Mit dem ESC Planegg-Würmtal spielt im Münchner Umland eine der erfolgreichsten Mannschaften der Fraueneishockey-Bundesliga. In den Spielzeiten 1996/97 und 1997/98 nahm eine SG München/Planegg am Spielbetrieb teil. In der Saison 2005/06 nahm dann erstmals wieder die Frauenmannschaft des EHC München am Spielbetrieb der zweitklassigen Landesliga Bayern teil. Im Sommer 2010 wechselte diese Mannschaft zum Münchner EK. Sie spielte in der Saison 2010/11 in der Landesliga Bayern. Heimspiele fanden im Olympia-Eissportzentrum und im Eissportzentrum West statt.
Obwohl die Mannschaft zur Saison 2011/12 gemeldet wurde, wurde die Mannschaft Ende Juli 2011 vom Spielbetrieb zurückgezogen. Beim VfR Angerlohe wurde zusätzlich zur Saison 2011/12 eine Frauenmannschaft gegründet, die zur Saison 2012/13 als Teil der SG EC Pfaffenhofen/VfR Angerlohe an der Landesliga Bayern teilnimmt. Zur Saison 2013/14 wurde die Spielgemeinschaft wieder aufgelöst, so dass weder eine Mannschaft vom VfR noch vom EC Pfaffenhofen am Spielbetrieb teilnahm. Seit der Saison 2014/15 nimmt erneut eine Mannschaft des VfR an der Landesliga Bayern teil.

## Internationale Turnier
Bereits 1913 war München Spielort der vierten Eishockey-Europameisterschaft. Das Turnier wurde vom 25. bis 27. Januar unter Beteiligung von vier Mannschaften auf der Unsöldschen Kunsteisbahn ausgespielt: Belgien, welches das Turnier gewann, Böhmen, Österreich, und Deutschland. Während des Turniers fand auch die süddeutsche Vorausscheidung der zweiten deutschen Meisterschaft statt, wobei die Österreich vertretende DEHG Prag im Halbfinale dem MTV München unterlag.
Die Eishockey-Weltmeisterschaft wurde 1975, 1983 und 1993 in München ausgetragen. Bei allen drei Austragungen wurde die sowjetische Eishockeynationalmannschaft bzw. deren Nachfolger, die russische Eishockeynationalmannschaft Weltmeister.
Im Jahre 1997 wurde in München erstmals der Deutschland-Cup ausgetragen. Von 2009 bis 2014 war München Ausrichter dieses jährlichen Turniers des DEB.

## Hobbyligen
Die „Münchner Eishockey Liga“ (MEL) ist eine Liga für Hobby-Eishockeymannschaften aus dem Großraum München, Ingolstadt, Landsberg und Dorfen, die seit 1999 ausgetragen wird.

## Hallen und Stadien

### Aktuell

#### SAP Garden
Am 27. September 2024 öffnete die SAP Garden genannte Mehrzweckhalle. Neben der Haupthalle, die neben Eishockey auch für Basketball beherbergt, umfasst das Gebäude drei weitere Eisflächen. Die Halle bietet bei Eishockeyspielen Platz für 10.796 Zuschauer. Die Sportarena wurde mit einem Eishockeyspiel zwischen Red Bull München und dem NHL-Team Buffalo Sabres eingeweiht; die Sabres gewannen mit 5:0.

#### Prinzregentenstadion
Seit 1933 hatte München das dritte in Deutschland in Betrieb gegangene Kunsteisstadion – das (offene) Prinzregentenstadion, welches sich bis in die 1950er Jahre im Privatbesitz befand und mit dem neu angesetzten Spiel um die deutsche Eishockeymeisterschaft von 1933 zwischen dem SC Riessersee und dem Berliner Schlittschuhclub eingeweiht wurde.
Durch die ab Frühjahr 2001 stattfindenden Umbaumaßnahmen im Prinzregentenstadion stand das Stadion nicht mehr für die Austragung des Ligenspielbetrieb zur Verfügung. Im Dezember 2003 wurde das Prinzregentenstadion offiziell wiedereröffnet, jedoch ist das umgebaute – weiterhin offene – Stadion nicht für den Eishockey-Seniorenligenspielbetrieb verwendbar.

#### Weitere Eishallen
1962 wurde mit dem Weststadion in München-Pasing ein zweites offenes Eisstadion eröffnet.
Im Oktober 1981 wurde mit dem Eisstadion Ost, das innerhalb der Eisschnelllaufbahn auch über ein Eishockeyfeld verfügt, ein weiteres offenes Kunsteisstadion in München-Neuperlach eröffnet.
Im April 2007 wurde im Eisstadion Ost eine Eishockeyfläche aus synthetischem Eis eröffnet. Aufgrund von Erfahrungen mit dieser Fläche und einer Studie der TU München ist für Herbst 2007 eine Vorlage für den Stadtrat zur Thematik Synthetische Eisflächen in München vorgesehen.
Im Juni 2009 wurde im Münchner Stadtbezirk Laim mit dem Hockeydome München eine Halle mit einer synthetischen 25 m × 10 m großen Eisfläche eröffnet.

### Frühere Eisstadien
Wie schon in den 1950ern der HC Augsburg, bestritt in den 1970er Jahren auch der EV Füssen, damals eine Spitzenmannschaft der Bundesliga, zahlreiche seiner Heimspiele in München. Das Gleiche gilt für den SC Riessersee.

#### Unsöldsche Kunsteisbahn (1893–1960)
Die 1892/93 gebaute – bis zur Zerstörung im Zweiten Weltkrieg im Oktober 1943 überdachte – Unsöldsche Kunsteisbahn an der Galeriestrasse, die man Ende 1949 als offene Kunsteisbahn wieder eröffnet hatte, wurde am 21. März 1960 geschlossen und 1961, abgerissen. Wegen ihrer Maße von 15 × 38 m wurde sie im Volksmund als Schachterleis genannt.

#### Olympia-Eisstadion (1967–2024)
Im Januar 1967 mit dem Eisstadion am Oberwiesenfeld, dem späteren Olympia-Eisstadion ein überdachtes Stadion mit dem Spiel FC Bayern München gegen SC Riessersee eröffnet. Am 8. März 2024 gab der EHC Red Bull München sein Abschiedsspiel gegen die Augsburger Panther.

#### Olympiahalle
Die Olympiahalle wurde immer wieder für Eishockey genutzt. So fanden die Eishockey-Weltmeisterschaften 1975, 1983 und 1993 in der Halle statt. Auch der EC Hedos München und der EC Red Bull München trugen Spiele in der Olympiahalle aus.

#### Weitere ehemalige Eisstadien
- Traditionell wurde Eishockey auf dem Kleinhesseloher Sees gespielt.
- 1901 gab es einen Eisplatz am Schyrenplatz[1].
- 1909 wurde vom Münchner EV auf der Theresienwiese die neue Eisarena eröffnet.
- 1923 wurde ein neuer Eisplatz am Luitpoldpark eröffnet.[10]
- Für die Saison 1931/32 und 1932/33 wurde im Alten Botanischen Garten anstelle des abgebrannten Glaspalastes eine Kunsteisbahn eingerichtet, auf der 1933 die Deutsche Eishockey-Meisterschaft 1933 stattfand.[30]

### Vereine
- EHC München
- Münchner Eishockey Klub „Die Luchse“
- Münchner Eishockey Klub für Kinder und Jugendliche
- ESC München
- USC München
- Eishockeyfreunde München
- VfR Angerlohe

### Vereine mit ehemaligen Eishockeyabteilungen
- MTV 1879 München
- MEV 1883 München

### Weitere Informationen
- Fanseite über die Geschichte der München Barons
- FAQ der Newsgroup de.rec.sport.eishockey – Vereinsübersicht – Teilbereich München
- Teilbereiche der Privaten Doku zum Münchner Eishockey Stand 2006